# The Greatest Thing That Almost Happened
The Greatest Thing That Almost Happened es un telefilme estadounidense de drama y deporte de 1977, dirigido por Gilbert Moses, escrito por Peter S. Beagle, está basado en una novela de Don Robertson, musicalizado por David Shire, en la fotografía estuvo Joseph M. Wilcots y los protagonistas son Jimmie ‘JJ’ Walker, Debbie Allen y Tamu Blackwell, entre otros. Este largometraje fue producido por Crestview Productions (III) y Charles Fries Productions; se estrenó el 26 de octubre de 1977.

## Sinopsis
Trata acerca de un deportista adolescente que se entera de que tiene leucemia, esto ocurre poco antes de comenzar un campeonato de básquet.